# Budaligeti-forrás
A Budaligeti-forrás Budapest II. kerületében, Budaliget északi részén, a Jegenye-völgy középső szakasza mentén, a József Attila útja 93. szám előtt fakad. Hozama 12 liter percenként, vizének hőmérséklete 8 °C. A dolomit-, és a lösz kőzetrétegek határán, rétegforrásként ered. Az általa táplált csermely néhány száz méter után, Budapest és Solymár határánál a Paprikás-patakba torkollik.
A forrást a Fővárosi Művészi Kézműves Vállalat dolgozói foglalták, de ennek jelenleg már nyoma sincs a helyszínen. Vize egykor jó minőségű ivóvíz volt.
Egy térképi adat szerint a József Attila útja végének közelében több forrás is létezik, vagy létezett.